# Hart & Lesser
Das Architekturbüro Hart & Lesser wurde von den Architekten Gustav Hart (1864–1929) und Alfred Lesser (1871–1915) um 1900 in Berlin gegründet und existierte bis zum Tod Lessers im Jahr 1915.

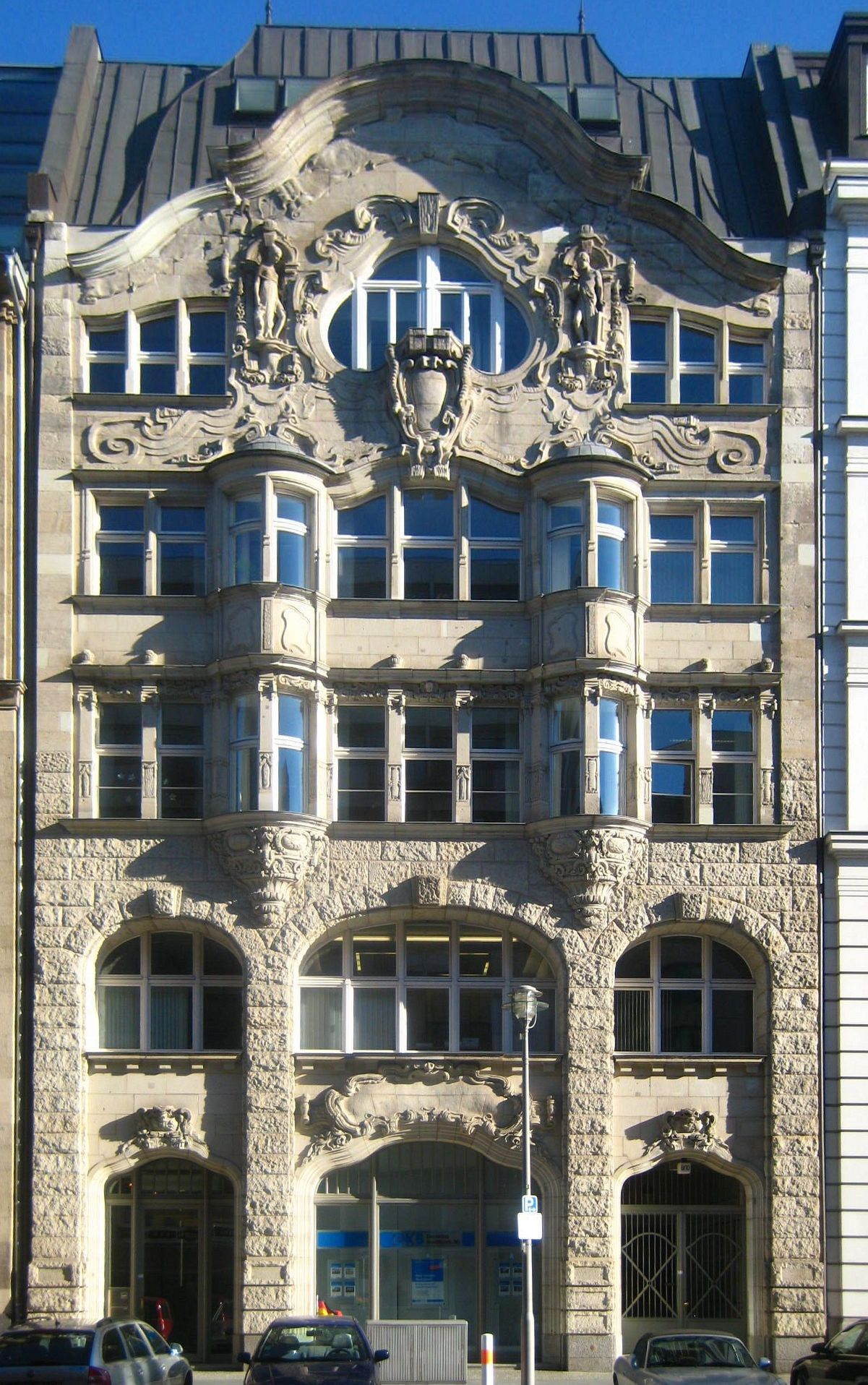
Möbelhaus Trunck, Kronenstraße 10, Berlin-Mitte

## Geschichte
Der Architekt Gustav Hart aus der Berliner Nostizstraße und der Baumeister Alfred Lesser aus der Berliner Elßholzstraße waren bereits Ende des 19. Jahrhunderts als Einzelpersonen mit Bauvorhaben im Zentrum von Berlin beschäftigt. Sie schlossen sich etwa im Jahr 1900 zum Atelier für Architectur und Bauausführung Hart & Lesser zusammen. Ihr Büro mit Sitz in der Mohrenstraße 6 spezialisierte sich auf repräsentative Bauten wie Büro- und Kontorhäuser, Hotels, Bahnhöfe und Villen. Bekannt wurde es wegen seiner Vorliebe für ornamentale Gestaltung und aufwendig geschmückte Fassaden und Eingangsbereiche. Dabei kombinierten sie auf kreative Weise historische Elemente der Renaissance, des Barock und des Rokoko mit Formen des zeitgenössischen Jugendstils.
Zu den Auftraggebern gehörten der Ullstein Verlag, M. Kempinski & Co., die Preußischen Staatseisenbahnen und andere bedeutende Unternehmen und Personen. Der Erfolg des Architekturbüros begründete sich auch dadurch, dass die Bauvorhaben sehr zügig abgewickelt wurden. So wurde zum Beispiel das Schlosshotel Gotha in nur zehn Monaten fertiggestellt.
Verschiedene bekannte Architekten arbeiteten am Beginn ihrer Karriere als Angestellte im Büro Hart & Lesser, darunter Eugen Schmohl, Hans Bernoulli (beide zwischen 1900 und 1902) und Hans Gerson (von 1904 bis 1907).

## Bauten

### In Berlin
- 1900–1901: Geschäftshaus für den Verlag Ullstein & Co. in Berlin-Kreuzberg, Kochstraße 23/24 (kriegszerstört)[7][8]
- 1901–1902: Geschäftshaus für das Möbelhaus Conrad Trunck & Co. in Berlin-Mitte, Kronenstraße 10.[9] Das Gebäude diente zu DDR-Zeiten als Zentrale Filmbibliothek.[10] 1996–1998 wurde es saniert und restauriert.[11] Das fünfgeschossige Geschäftshaus erstreckt sich auf einer einzelnen Parzelle. Beeindruckend ist die üppige Sandsteinfassade, die für die Erker und Fensterbänder vor allem Neorenaissance-Elemente verwendet, während die Mittelfenster, Figurennischen und das Portal auf Barockformen zurückgreift. Der Dehio-Kunstführer bescheinigt dem Bauensemble „Einmaligkeit und Eleganz“.[12]
- vor 1902: Fassadengestaltung für das Mehrfamilienhaus des Bauunternehmers Gustav Paulsen in Berlin-Charlottenburg, Schlüterstraße 31 / Mommsenstraße (Grundrisse von Gustav Paulsen; mit Veränderungen erhalten)[13]
- 1902–1904: S-Bahnhof Mexikoplatz in Berlin-Zehlendorf, Mexikoplatz (unter Denkmalschutz)[14]
- 1904: Villa für Max Troplowitz (I) in Berlin-Grunewald, Delbrückstraße 19–21
- 1905–1906: Mehrfamilienwohnhaus Levysohn im Berliner Hansaviertel, Lessingstraße 58 / Händelallee (kriegszerstört)[15][16]
- 1906: Geschäftshaus Bismarckstraße 2 in Berlin-Charlottenburg (kriegszerstört)
- 1906–1907: Villa für Max Troplowitz (II) in Berlin-Grunewald, Delbrückstraße 10 (unter Denkmalschutz)[17]
- vor 1907: Wohnhaus für Kommerzienrat Hermann Israel in Berlin-Tiergarten, Bendlerstraße 38 (nicht erhalten)[18][19]
- 1907: Innenausbau des Weinhauses Kempinski in Berlin-Mitte, Leipziger Straße 25 und Krausenstraße 72–74 (nicht erhalten)
- 1907: Büro- und Geschäftshaus „Schmales Haus“ in Berlin-Mitte (Nikolaiviertel), Poststraße 30 (unter Denkmalschutz)[20][21]
- 1907: Villa für den Bankier Julius Erxleben in Berlin-Grunewald, Douglasstraße 24–28 (unter Denkmalschutz)[22] Dieses Wohnhaus fällt durch zahlreiche kleinteilige Fenster sowie eine reich gestaltete Dachlandschaft mit markantem Eckturm auf.
- 1908–1909: Mehrfamilienwohnhaus „See-Eck“ in Berlin-Charlottenburg, Lietzenseeufer 10 (unter Denkmalschutz)[23]
- 1908–1910: Bahnhof Berlin-Frohnau in Berlin-Frohnau, Ludolfinger Platz[24]
- 1909–1910: Casino Frohnau, Wohn- und Geschäftshaus mit Aussichts-Wasserturm in Berlin-Frohnau (im Ensemble mit Bahnhof und Straßenbrücke; unter Denkmalschutz)[25]
- ca. 1910 Umbau der Villa Oscar Rothschild an Regentenstraße 19a in Berlin-Tiergarten für Otto Eysler
- 1911–1912: Büro- und Geschäftshaus Jägerstraße 32 in Berlin-Mitte (unter Denkmalschutz; bis 2009 Sitz von SAT1)[26]

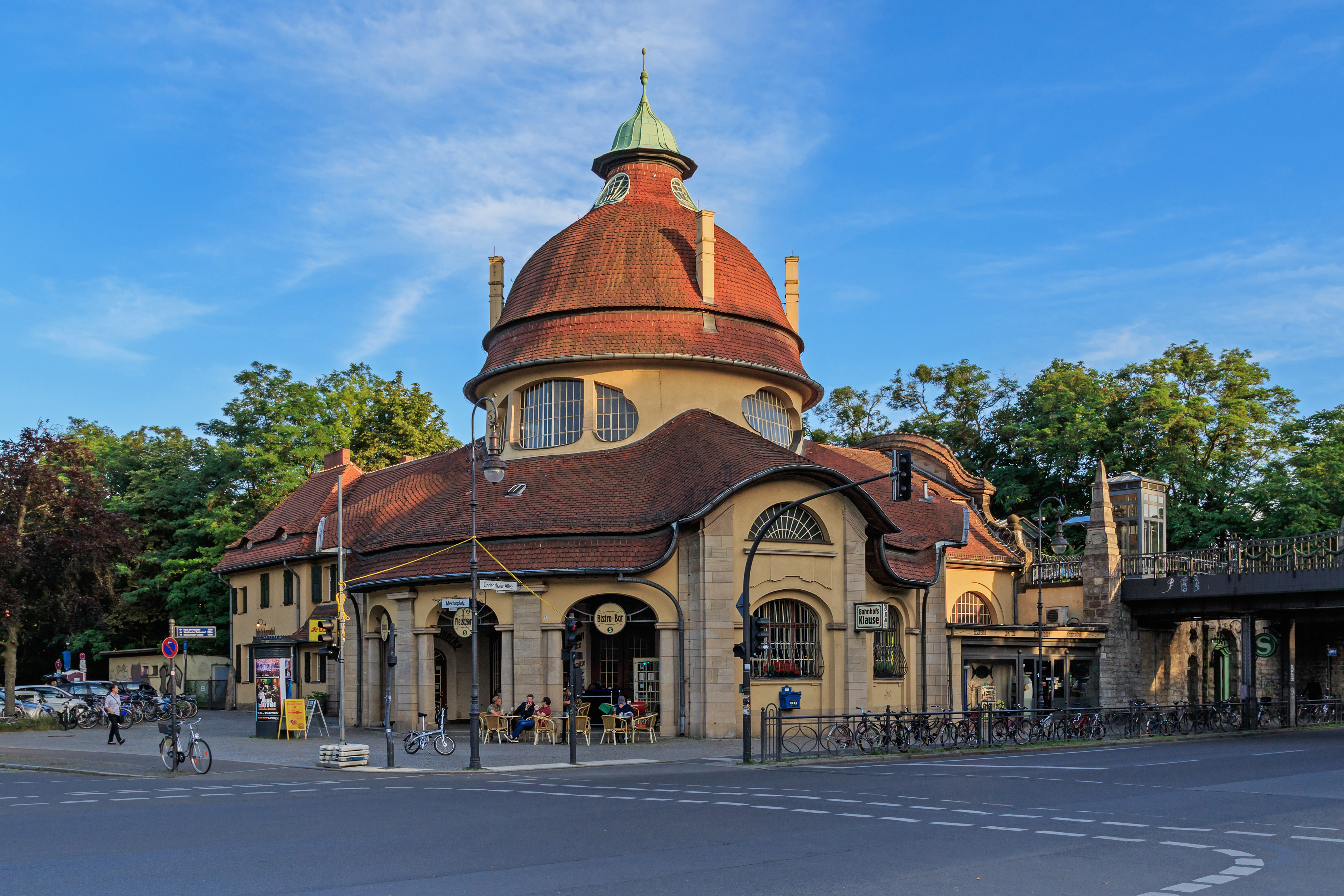
S-Bahnhof Mexikoplatz, Berlin
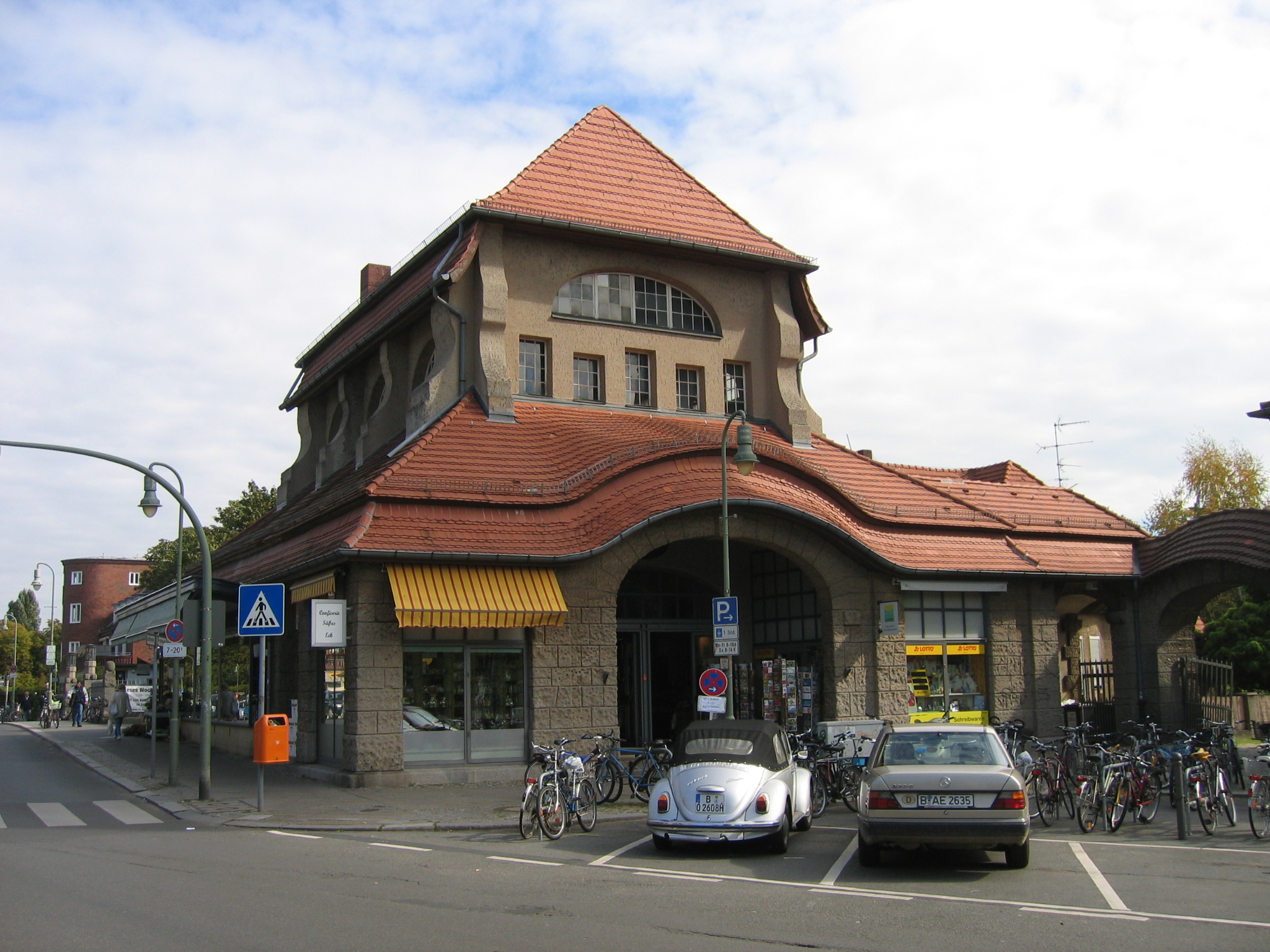
S-Bahnhof Frohnau, Berlin
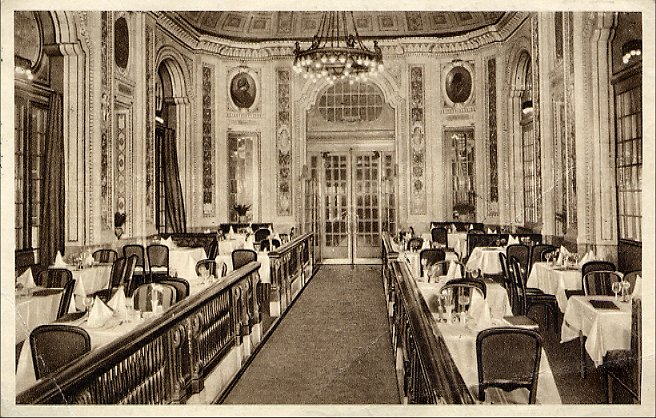
Weinhaus Kempinski, Cadiner Saal, Berlin-Mitte
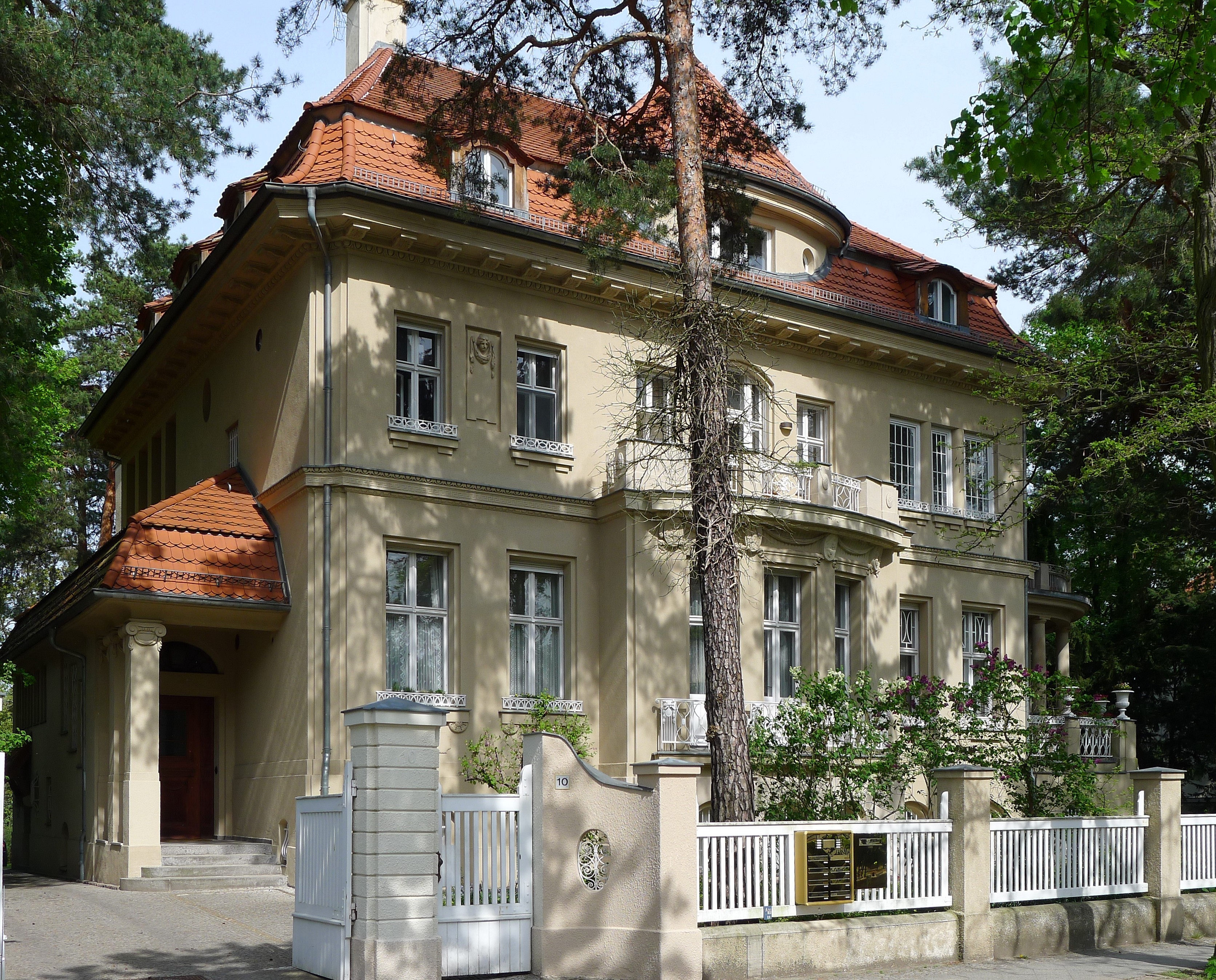
Villa Troplowitz, Delbrückstraße 10, Berlin-Grunewald

### Außerhalb Berlins

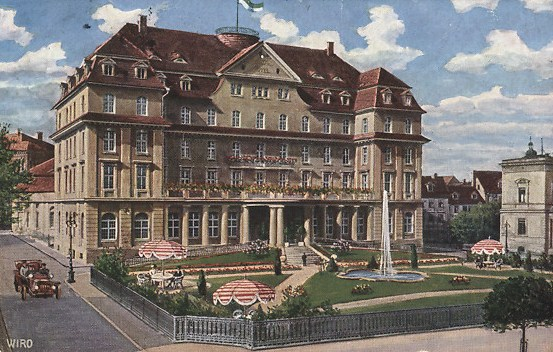
Schlosshotel Gotha

- 1911: Schlosshotel Gotha in Gotha (durch Umbauten stark verändert)
- 1911: U-Bahnhof Rathaus in Hamburg (gemeinsam mit den Hamburger Architekten Raabe & Wöhlecke)[27]